# Victoria Road (Sydney)

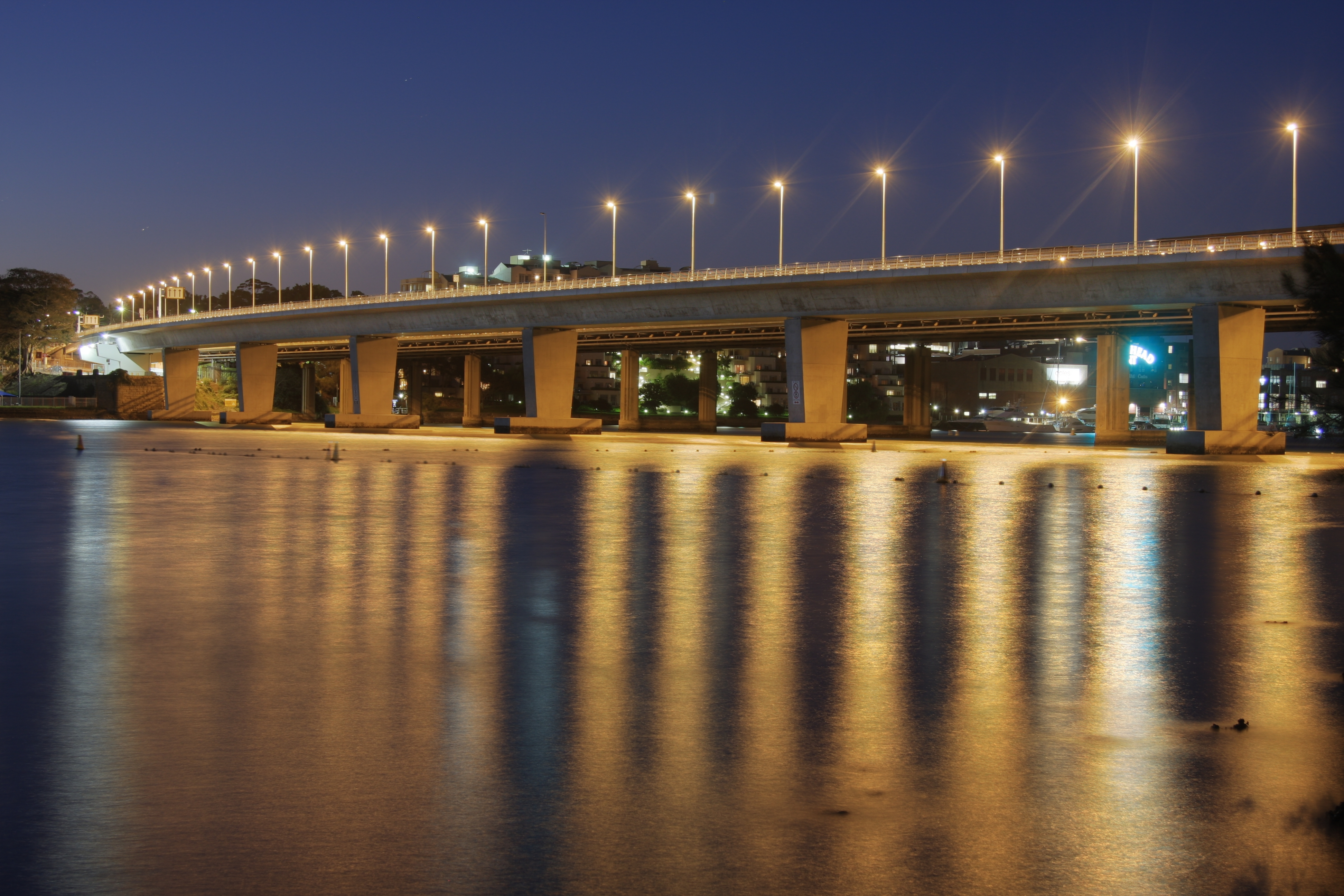
Die Iron Cove Bridge verbindet Drummoyne und Rozelle.

Die Victoria Road ist eine wichtige Ausfallstraße in Sydney im Osten des australischen Bundesstaates New South Wales. Sie verbindet den Western Distributor im Rozelle (Sydney) mit der Church Street im Stadtzentrum von Parramatta und ist eine der längsten Straßen Sydneys.

## Verlauf
Vom Westende des Western Distributor (Met-4 / S40) in Rozelle zieht die Victoria Road nach Nordwesten über die Iron Cove Bridge, durch Drummoyne und überquert den Parramatta River auf der Gladesville-Brücke. Auf dem Nordufer des Flusses führt die Straße flussaufwärts durch die Vororte Gladesville, Ryde, West Ryde, Ermington und Rydalmere.
Von dort führt die weiter nach Westen, wo sie im Stadtzentrum von Parramatta an der Church Street endet. Diese übernimmt auch die Nummerierung der Victoria Road als Staatsstraße 40 (S40).

## Verkehrsbehinderungen
Die Victoria Road gilt als eine der am meisten verstopften Straßen in Sydney. Die durchschnittliche Fahrgeschwindigkeit wurde mit 24 km/h im morgendlichen Stoßverkehr und 31 km/h im nachmittäglichen Stoßverkehr errechnet.

## Olympische Sommerspiele 2000
Auf der Victoria Road wurden die Marathonläufe der Olympischen Sommerspiele 2000 ausgetragen.